# والمی (ویسکانسین)
والمی (به انگلیسی: Valmy) یک منطقهٔ مسکونی در ایالات متحده آمریکا است که در شهرستان دور، ویسکانسین واقع شده‌است. والمی ۱۹۹ متر بالاتر از سطح دریا واقع شده‌است.